# Diretmoides pauciradiatus
El malcarado alón es la especie Diretmoides pauciradiatus, un pez marino de la familia dirétmidos, distribuida por aguas profundas de todos los mares y océanos excepto por el norte del océano Índico y tampoco en el mar Mediterráneo.
No se comercializa pero tiene un potencial interés pesquero por su abundancia.

## Anatomía
Con el cuerpo comprimido y alto, de color oscuro, la longitud máxima descrita fue de 37 cm. No tiene espinas ni en la aleta dorsal ni en la anal, y la punta de la aleta pectoral no alcanza el inicio de la aleta anal, lo que le diferencia de otras especies de la familia.

## Hábitat y biología
Viven en ambiente batipelágico, en aguas profundas entre o y 600 metros de profundidad.
Las larvas son planctónicas, los juveniles viven cerca de la superficie y los adultos pueden vivir a más de 1.000 metros de profundidad. Los individuos muy adultos pueden ser bentopelágicos. Los que viven de día en agua profunda suben por la noche a filtrar plancton, de lo que se alimentan al igual que otras especies de esta familia.
Se reproducen y crían durante todo el año.